# Сергий (Георгиевич)
Епископ Сергий (серб. Епископ Сергије, в миру Милан Георгиевич, серб. Милан Георгијевић; 1869, Белград — 9 июня 1922, Белград) — епископ Сербской православной церкви, епископ Шабацкий.

## Биография
Родился в 1869 году в Белграде в семье Афанасия Георгиевича, секретаря Белградской консистории, и Елены.
Низшую гимназию окончил в Белграде, затем ещё в юном возрасте послан митрополитом Михаилом учиться в Россию в Санкт-Петербургскую духовную семинарию, по окончании которой поступил в Санкт-Петербургскую духовную академию.
В России он был пострижен в монашество, а по возвращении в Сербию в 1896 году был возведён в сингеллы и принят помощником преподавателя в Белградскую духовную семинарию и преподавателем Закона Божьего в Первую и Третью белградскую гимназию.
Когда в 1899 году, после покушения на жизнь короля Милана, Правительство устроило в Белграде съезд бывших русских воспитанников и предложило этому съезду высказать осуждение русской печати, писавшей против Милана, Сергий был только одним из трёх, которые не хотели участвовать в съезде и не дали потом согласия на резолюцию его.
В течение некоторого времени работал старейшиной Сербского подворья в Москве.
22 сентября 1905 года был рукоположён во епископа Шабацкого.
Во время Первой мировой войны был интернирован в Болгарии и подорвал здоровье.
Ушел на пенсию по собственному желанию 22 июня 1919 года.
Скончался 9 июня 1922 года в Белграде.